# السودان في بطولة العالم لألعاب القوى 2009
نافس السودان في بطولة العالم لألعاب القوى 2009 في الفترة من 15 إلى 23 أغسطس. وضمّ الفريق 9 رياضيين. من ضمنهم حامل الميدالية الفضية الأولمبية إسماعيل أحمد إسماعيل 800 متر، وبطل العالم للناشئين في سباق 800 متر أبو بكر كاكي.

## اختيار الفريق
| الحدث          | الرياضي                           | الرياضي      |
| الحدث          | رجال                              | نساء         |
| -------------- | --------------------------------- | ------------ |
| 400 متر        | رباح يوسف نجم الدين علي أبو بكر   | نوال الجاك   |
| 400 متر حواجز  |                                   | منى جابر آدم |
| 800 متر        | أبو بكر كاكي إسماعيل أحمد إسماعيل |              |
| 1500 متر       | عبدالله عبد القادر                |              |
| 3000 متر موانع |                                   | منى دركة     |

| الحدث     | الرياضي | الرياضي        |
| الحدث     | رجال    | نساء           |
| --------- | ------- | -------------- |
| قفز ثلاثي |         | ياميليه ألداما |

## روابط خارجية
- الموقع الرسمي للمسابقة